# المجلس العربي للطفولة والتنمية
المجلس العربي للطفولة والتنمية، هو منظمة إنمائية عربية غير حكومية، تأسس في العام 1987م، بمبادرة من الأمير طلال بن عبد العزيز، بناء على التوصية الصادرة من مؤتمر الطفولة والتنمية الذي عقد في تونس عام 1986م، تحت رعاية جامعة الدول العربية. ويقع مقر المجلس في القاهرة.

## الأهداف
يهدف المجلس إلى تشجيع وتبني وتنمية كل ما يتعلق بحقوق الطفل من أفكار ودراسات ومشاريع وسياسات، وذلك من خلال توفير البيانات اللازمة، وتوعية الرأي العام العربي، وبناء شراكات مع منظمات المجتمع المدني والمؤسسات الحكومية، وتوفير الدعم الفني وبناء قدرات العاملين في مجال الطفولة.